# Trynidad i Tobago na Zimowych Igrzyskach Olimpijskich 2022
Trynidad i Tobago na Zimowych Igrzyskach Olimpijskich 2022 – występ kadry sportowców reprezentujących Trynidad i Tobago na igrzyskach olimpijskich, które odbyły się w Pekinie, w Chińskiej Republice Ludowej, w dniach 4-20 lutego 2022 roku.
Reprezentacja Trynidadu i Tobago liczyła trzech zawodników – wyłącznie mężczyzn.
Był to czwarty start Trynidadu i Tobago na zimowych igrzyskach olimpijskich. Państwo to powróciło na zimowe igrzyska olimpijskie po 20-letniej przerwie.

## Reprezentanci

### Bobsleje
| Zawodnik                                                          | Konkurencja     | 1. przejazd | 1. przejazd | 2. przejazd | 2. przejazd | 3. przejazd | 3. przejazd | 4. przejazd | 4. przejazd | Suma    | Suma    | Źródło                  |
| Zawodnik                                                          | Konkurencja     | Czas        | Miejsce     | Czas        | Miejsce     | Czas        | Miejsce     | Czas        | Miejsce     | Czas    | Miejsce | Źródło                  |
| ----------------------------------------------------------------- | --------------- | ----------- | ----------- | ----------- | ----------- | ----------- | ----------- | ----------- | ----------- | ------- | ------- | ----------------------- |
| Axel Brown Andre Marcano (ślizgi 1. i 2.) Shakeel John (ślizg 3.) | dwójki mężczyzn | 1:00,81     | 28.         | 1:00,89     | 27.         | 1:00,86     | 28.         | NQ          | NQ          | 3:02,56 | 28.     | [ 1 ] [ 2 ] [ 3 ] [ 4 ] |